# Герасимович Ганна Юліанівна
Га́нна Юліа́нівна Герасимо́вич (28 (16) березня 1889, Пилипче (тепер Борщівського району Тернопільської області — 31 березня 1974, Косів) — українська вишивальниця, з 1959 — в складі СХУ, заслужений майстер народної творчості УРСР (1960). Сестра Гриця Герасимовича, начальник відділу інтендатури Державного секретаріату військових справ ЗУНР.

## Життєпис
Почала збирати і вивчати зразки народної вишивки ще в молоді роки. Створила авторські рисунки для скатерок, серветок, доріжок, сорочок.
Протягом 1939—1955 років викладала художню вишивку у Косівському училищі прикладного мистецтва.
Художницею використовувались гуцульскі орнаменти: «скриньковий», «головкатий», «лумеровий», «чічкатий». Її вишивки були синтезом традицій народної вишивки із власними знахідками. Найулюбленішими техніками Ганни Юліанівни були — «низинка», хрестик, біла мережка «цирка».
Особливістю творчої манери художниці є укрупнення окремих елементів орнаменту, виділення центру композиції. В орнаментах використані мотиви вишивок карпатського передгір'я, сіл Городенківського району, переосмислені народні мотиви «рачки», «кучері», «чічки», «головки».
Серед творів: портрети — В. І. Леніна — 1954, І. Франка (була особисто з ним знайома — Франко в листах згадував про перебування у її діда — Теодора Ліскевича) — 1956, Марка Черемшини — 1959, Тараса Шевченка 1966;
- тематичні композиції — «На полонині» — 1957, «На оновленій Верховині»;
- скатерті, рушники, чоловічі сорочки, жіночі блузки.

Вишивки Герасимович зберігаються в багатьох музеях країни. У Національному музеї народного мистецтва Гуцульщини та Покуття ім. Й. Кобринського розміщено 18 творів Ганни Герасимович.
Серед учнів Герасимович — заслужений майстер народної творчості України Галина Кива. У 1960 році отримала звання заслужений майстер народної творчості УРСР.